# Домодедовские авиалинии
«Домодедовские авиалинии» — российская авиакомпания, основанная в Москве и базировавшаяся в Домодедовском международном аэропорту. Выполняла рейсы по СНГ, в Китай, Сингапур, Малайзию. В 2008 году авиакомпания столкнулась со значительными финансовыми сложностями, вызванными направленными действиями компании Ист-Лайн (требовала оплаты услуг аэропорта) (ныне управляющая компания аэропорта Домодедово) и прекратила выполнение полетов. 3 февраля 2009 года был аннулирован сертификат эксплуатанта авиакомпании. Ожидалось, что имущество «Домодедовских авиалиний» могло войти в состав не появившейся авиакомпании «Росавиа».

## История
Компания основана в 1964 году. В 2004 году создали альянс AiRUnion вместе с «Крас Эйр», куда вошли и другие компании. В июле 2008 года подан иск о признании «Домодедовских авиалиний» банкротом.

## Рейсы
Регулярные на август 2006 года:
- Внутренние — Анадырь, Благовещенск, Владивосток, Красноярск, Магадан, Норильск, Петропавловск-Камчатский, Хабаровск, Южно-Сахалинск, Якутск.

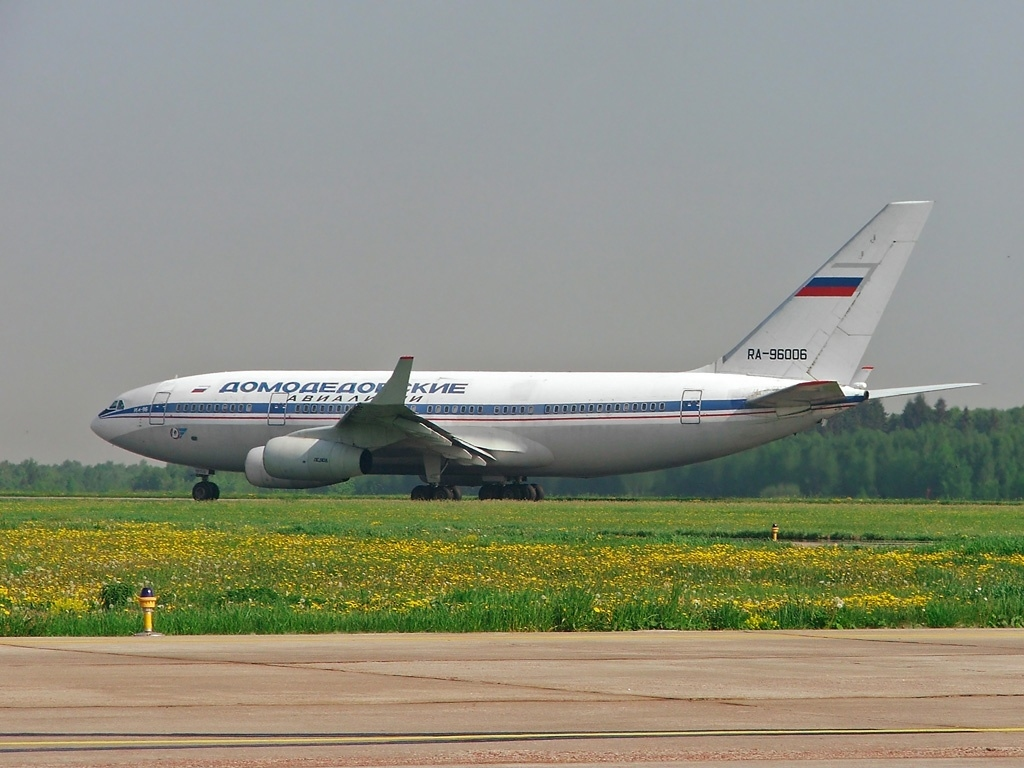
Ил-96 «Домодедовских авиалиний»

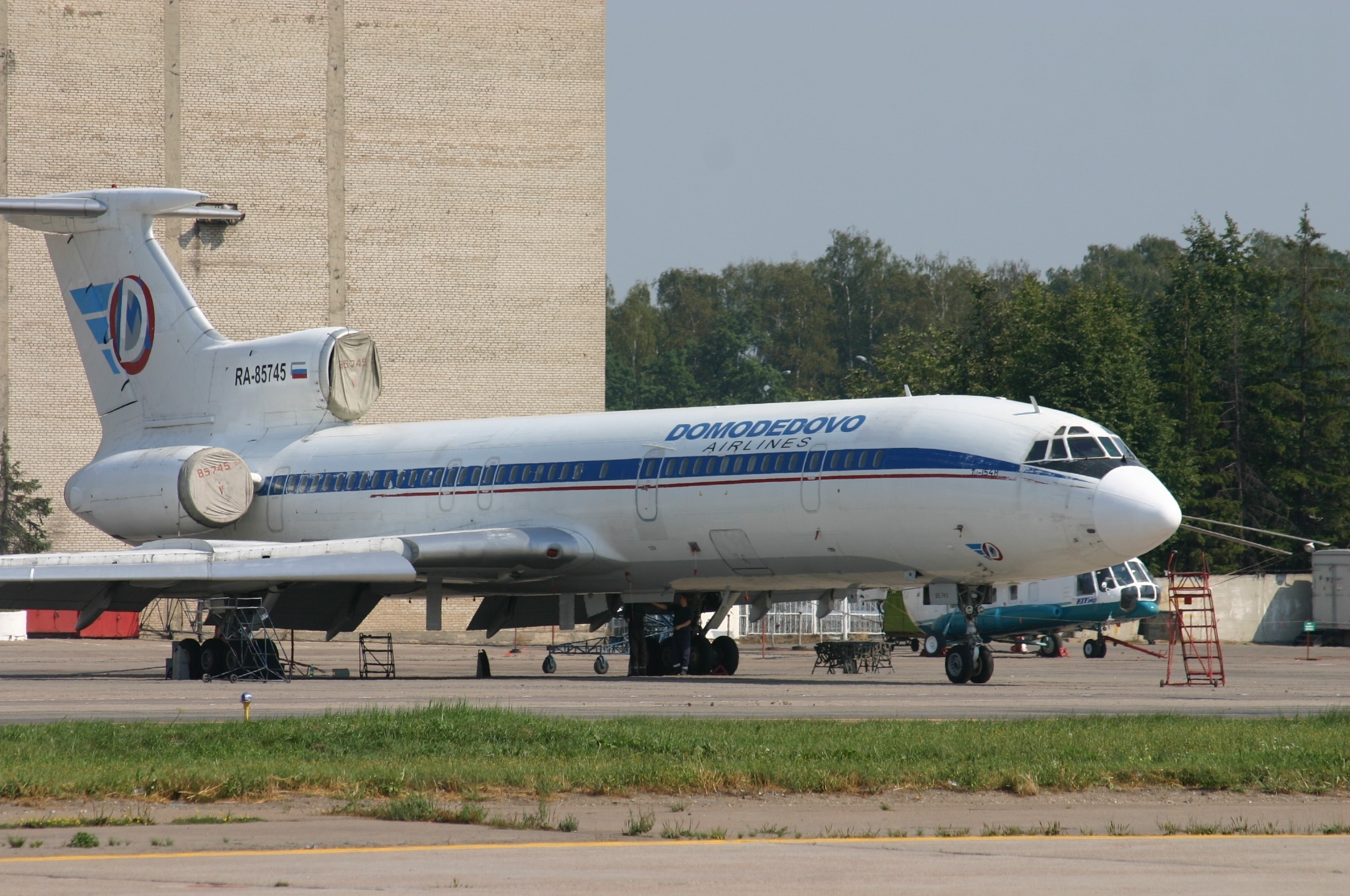

- Ил-96 «Домодедовских авиалиний»Международные — Баку, Гянджа, Караганда, Костанай, Пекин, Самарканд, Ташкент.

## Флот
на январь 2005:
- 14 Ил-62М (за всю историю — 45 бортов)
- 5 Ил-96-300 ( 2 борта KrasAir,за всю историю - 5 бортов)
- 1 Ту-154М (за всю историю — 2 борта)
- 1 Як-42 (за всю историю — 4 борта)
- 3 Ил-76 (все три — в лизинге для авиакомпании Ист-Лайн)

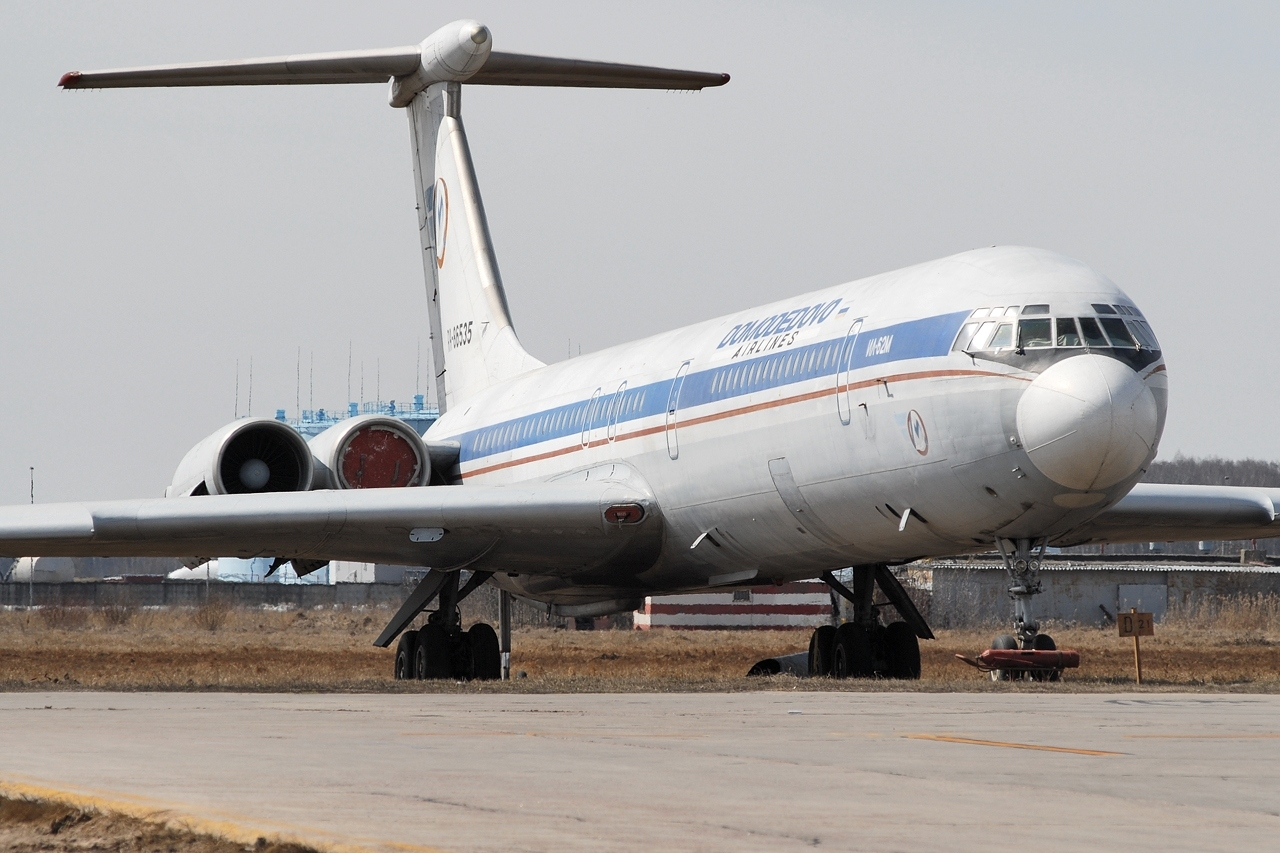
Лайнер Ил-62М RA-86535 авиакомпании "Домодедовские авиалинии"на длительном хранении

- Лайнер Ил-62М RA-86535 авиакомпании "Домодедовские авиалинии"на длительном хранении2 Boeing 777-200	(Были заказаны новые самолёты, но из-за банкротства АК, контракт был расторгнут)